# کریستین هاسمن
کریستین هاسمن (انگلیسی: Christian Hausmann؛ زادهٔ ۲۱ نوامبر ۱۹۶۳) بازیکن فوتبال اهل آلمان است.
از باشگاه‌هایی که در آن بازی کرده‌است می‌توان به باشگاه فوتبال بلاو-وایس ۹۰ برلین، باشگاه فوتبال بایر ۰۴ لورکوزن، باشگاه فوتبال هرتابرلین، و باشگاه فوتبال نورنبرگ اشاره کرد.